# Leptanthura minuta
Leptanthura minuta là một loài chân đều trong họ Leptanthuridae. Loài này được Kensley miêu tả khoa học năm 1978.